# Geri Halliwell
Pour les articles homonymes, voir Halliwell.
Geraldine Estelle « Geri » Horner alias Geri Horner, née Halliwell le 6 août 1972 à Watford, dans la banlieue de Londres, est une chanteuse, danseuse, auteur-interprète, styliste, écrivain, personnalité de la télévision et actrice britannique, surtout connue pour être l'un des membres des célèbres Spice Girls. Son surnom y est alors Ginger Spice. Entre 1996 et 1998, les Spice Girls sont considérés comme le plus grand groupe féminin de l'histoire de la musique, avec plus de 86 millions de disques vendus en l'espace de deux albums et dix singles classés numéros un dans le monde,,,.
En 1998, Geri quitte le groupe et se lance dans une carrière solo en 1999 avec son premier album Schizophonic, qui contient les singles à succès Look At Me et les trois numéros 1 au Royaume-Uni : Lift Me Up, Mi Chico Latino et Bag It Up, se vend à plus de 5 millions d’exemplaires. En 2001, elle publie un second album Scream If You Wanna Go Faster, incluant la reprise It's Raining Men, single au succès international officiant de la bande originale du film Le Journal de Bridget Jones, qui se classe également numéro 1 dans plusieurs pays, mais aussi Calling et Scream If You Wanna Go Faster, qui se vend à plus de 3 millions d’exemplaires. Elle commercialise en 2005 son 3e enregistrement Passion dont le single au succès européen Ride It (top 5 dans de nombreux pays), permet de s'écouler à 1 million d’exemplaires dans le monde.
En 2008, elle publie la saga Ugenia Lavender dont le premier chapitre s’est vendu à plus de 250 000 exemplaires au Royaume-Uni en l’espace de cinq mois, ce qui fait de Geri Halliwell, l’auteur de livres pour enfants ayant vendu le plus de livres dans ce domaine en 2008,,,,. En 2015, elle épouse le directeur de l'écurie de Formule 1 Red Bull Racing, Christian Horner. Elle donne naissance à un fils le 21 janvier 2017.
En 2020, elle crée sa série Rainbow Woman, qui est diffusée sur Youtube, et dans laquelle son interprétation de la reine Elizabeth Ire est acclamée par la critique,,.
Avec 15 millions de disques vendus incluant 15 singles numéro un, dont 10 avec les Spice Girls, 4 comme artiste solo, elle est la chanteuse ayant obtenu le plus grand nombre de singles numéro un dans l'histoire des charts britanniques.

## Biographie
Geraldine Estelle Halliwell naît le 6 août 1972 à Watford en Angleterre d'une mère espagnole, Ana María (née Hidalgo) native de Huesca et d'un père d'origine anglaise et suédoise, Laurence Francis Halliwell (1922–1993). Déjà jeune, elle écrivait des chansons avec sa sœur sur des thèmes de groupe comme ABBA ou les Beatles. Geri regarde ensuite ses idoles Madonna, Michael Jackson ou encore George Michael et décide de faire carrière dans le monde de la musique.
Geri devient ensuite chroniqueuse dans un jeu télévisé en Turquie puis dans une émission pour apprendre la langue anglaise et une émission sur la mode et les relookings. Elle laissa tout tomber pour espérer y trouver la gloire.

### 1994-1998: succès avec les Spice Girls
Geri répond, en mars 1994, à une annonce qui recrute des jeunes chanteuses pour former un girl group. Elle intègre le groupe en se démenant auprès du manager car le groupe est déjà formé depuis plusieurs semaines. Elle y va au culot, armée de ses photos de charme et de ses propres charmes. Elle devient membre du groupe et habite avec les quatre autres filles à Londres pour travailler la musique. Geri étant rousse, on la surnomme : Ginger Spice. Leur premier album Spice cartonne avec le single Wannabe qui reste en tête des charts européens durant de nombreuses semaines. Leur deuxième opus Spiceworld se vend également très bien. Les filles enchaînent alors les tournées internationales et jouent dans un film retraçant leur vie en 1997. Elles lancent l'album Forever en 2000, mais n'obtient pas le succès escompté. Le groupe s'est reformé en 2007.

### 1999–2005: carrière soloSchizophonic,Scream If You Wanna Go FasteretPassion

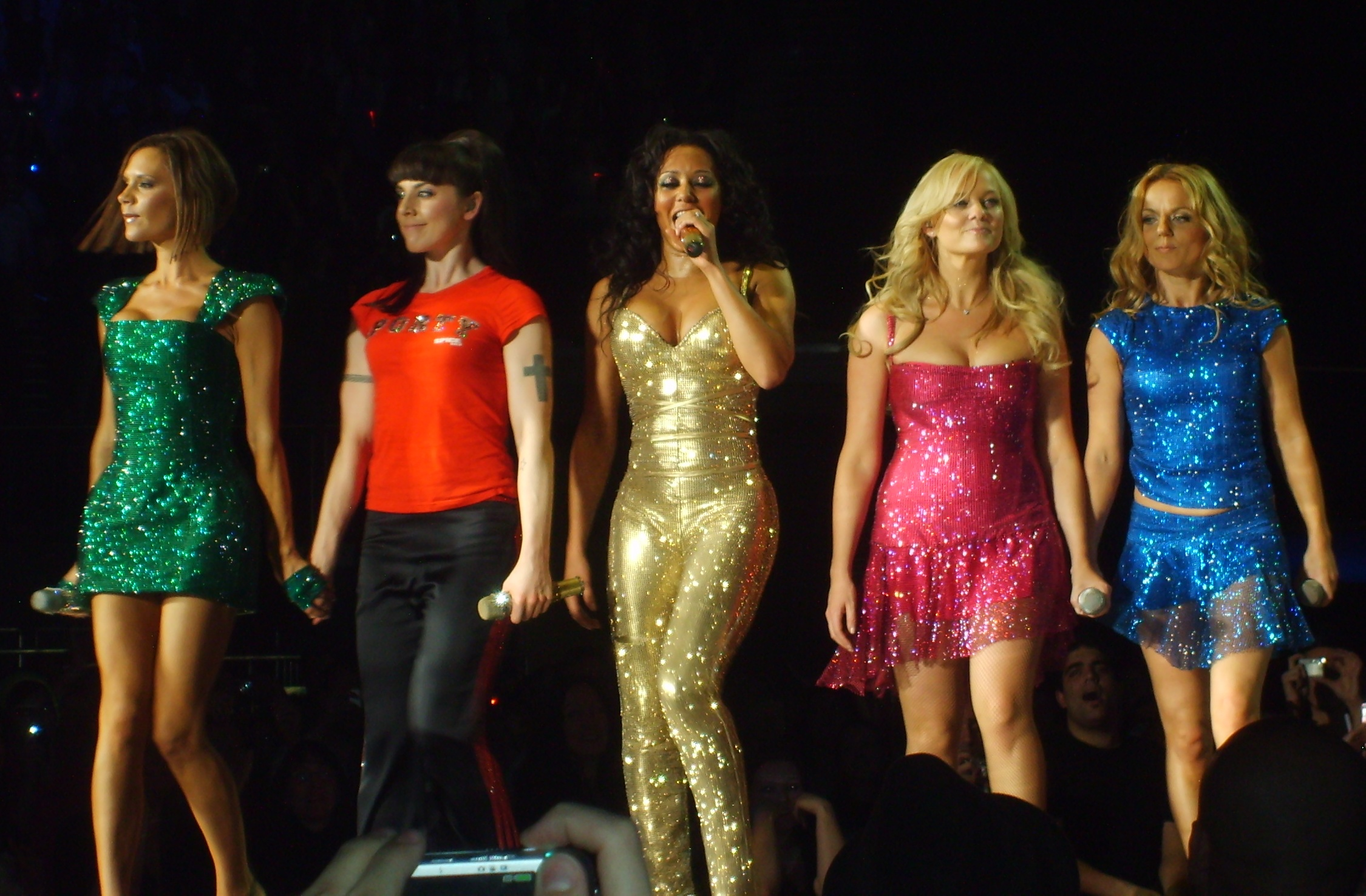
Geri Halliwell & les Spice Girls sur scène. Elle se trouve complètement à droite.

Le 28 mai 1998, alors que le groupe est au sommet de la gloire et en pleine tournée mondiale, Geri annonce à la presse qu'elle quitte le groupe en raison de désaccords avec les autres membres, dira-t-elle, pour entamer une carrière solo. Sa décision ayant créé une immense polémique en Grande-Bretagne, les Spice Girls termineront à quatre leur tournée, qui s'achèvera le 20 septembre 1998 au Wembley Stadium de Londres.
Peu de temps après avoir quitté les Spice Girls, Geri lance sa carrière solo et sort son premier album solo Schizophonic suivi du single Look At Me, produits par de vieux amis. Le single atteint la deuxième place des charts britanniques, devançant de 700 exemplaires la chanson You Needed Me du groupe Boyzone. Le single dépasse le cap du million d'exemplaires vendus à travers le monde. Ses singles suivants Mi Chico Latino et Lift Me Up sont des succès en se classant directement à la première place des charts. Son quatrième single Bag It Up devient également numéro un.
En 2001, Geri continue sa route avec son deuxième album Scream If You Wanna Go Faster qui sort le 14 mai 2001. Un album très pop-disco avec un titre reggae et des ballades où Geri s'est plus impliquée dans l'écriture. L'album atteint la 5e place des meilleures ventes et se vendra à 1 500 000 exemplaires dans le monde entier. Les singles de cet album, quant à eux, se vendent plus que l'album lui-même. Le premier extrait est une reprise du hit des années 1980 du groupe The Weather Girls, It's Raining Men, qui figure sur la bande-son du film Le journal de Bridget Jones. En 2002, cette chanson permet à Geri de remporter l'award de la Meilleure chanson internationale de l'année aux NRJ Music Awards. Le single It's Raining Men sort donc en avril 2001. Il se place directement à la première place des charts anglais et y resta pendant deux semaines. C'est le quatrième numéro un de Geri en Grande-Bretagne qui se vend à plus de 155 000 exemplaires la première semaine de sa sortie et 80 000 exemplaires la deuxième semaine. Au total, ce single s'est vendu à plus de 421 670 exemplaires rien qu'en Grande-Bretagne, allant même jusqu'à devenir la 12e meilleure vente de singles en Grande-Bretagne en 2001. Jusqu'à ce jour, It's Raining Men est, de tous les singles sortis par les Spice Girls en solo, celui qui a remporté le plus de succès et qui s'est le mieux vendu.
Le second single Scream If You Wanna Go Faster qui donne son nom à l'album, sort le 30 juillet 2001. La chanson a fait son entrée à la 8e place des charts britanniques. Le single se vend à 27 458 la première semaine de sa sortie mais ne finira par se vendre qu'à 80 000 exemplaires en Grande-Bretagne. Ces faibles ventes marque le premier échec commercial de Geri.
Calling sera le troisième et dernier extrait de l'album. Il sortit le 26 novembre 2001 et se vendit à 28 000 exemplaire la première semaine. En tout, ce single se vendit à 66 000 exemplaire ce qui permit de le placer à la 192e place des meilleures ventes de disques de 2001. Ce single a fait peu pour aider à augmenter les ventes de l'album en raison du manque de promotion. Sa faible position dans les charts affectera profondément Geri qui déclarera que Calling était sa chanson préférée sur l'album et qu'elle pensait qu'il serait un numéro un en puissance. En conséquence, aucun autre single extrait de Scream If You Wanna Go Faster n'est édité et Geri laisse de côté sa carrière musicale pour aller vivre à Los Angeles pour plusieurs mois. Bien qu'elle délaisse tranquillement la musique, elle commence tout de même l'enregistrement de son troisième album en 2003.
Vers la fin de 2004, plus de quatre ans se sont écoulés depuis Scream If You Wanna Go Faster, Geri revient à la musique avec le single Ride It, qui atteint la 4e place dans les charts britanniques et numéro un des charts de musique de danse. Ce single n'a pas subi une grande promotion à l'étranger, mais se vend bien dans tous les pays européens, grimpant au sommet des charts, comme en Espagne où il se place à la 3e place. C'est le premier extrait de son troisième album, Passion, qui est le nom de son deuxième single. Passion est un album au mélange pop-disco puis jazz et cabaret où la voix de Geri est mieux mise en valeur, plus brute et plus pure que sur les albums précédents. C'est un album où elle s'est beaucoup investie notamment dans l'écriture des chansons. Cependant, plusieurs mois s'écoulent avant qu'un autre single ne soit publié. Pendant ce temps, Geri enregistre quelques nouvelles chansons pour l'album jusqu'ici non distribué par sa maison de disques qui est peu satisfaite du résultat. Passion est l'album le moins bien accueilli par le public car il n'a pas été exploité jusqu'au bout en raison des désaccords de Geri avec sa maison de disques et l'arrivée de son premier enfant. Geri avait annoncée une tournée de promotion (sa première en solo) pour cet album, qui passerait par le Royaume-Uni évidemment et aussi par l'Irlande (les seuls pays où les dates étaient confirmées), mais des difficultés d'organisation et de la pression par sa maison de disques font annuler la tournée. Par la suite, un nouveau single, Desire, sort le 30 mai 2005 et atteint la 22e place des charts au Royaume-Uni et une nouvelle fois numéro un des charts de musique de danse. Sorti peu de temps après, l'album Passion reçu un accueil des plus mitigés par le public et les critiques ce qui fit que l'album se plaça à la 41e place des charts britanniques. Il fut un temps envisagé de sortir la chanson Love Never Loved Me en tant que troisième single extrait de Passion, mais l'idée fut vite abandonnée.

### 2007–2015: retour des Spice Girls, succès en littérature etAustralia's Got Talent

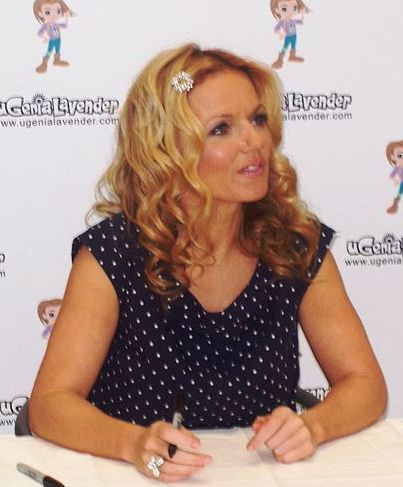
Halliwell en dédicace en 2008.

Depuis 2002, des rumeurs concernant une reformation des Spice Girls et un retour de Geri sont constamment relayées par la presse britannique. Elles sont toutes démenties jusqu'en juin 2007 où Melanie Chisholm, dernière réfractaire à un retour, accepte finalement l'idée.
Le jeudi 28 juin 2007, les cinq Spice Girls réunies annoncent officiellement leur reformation pour une tournée mondiale et une compilation de leurs plus grands succès en carrière. Leur tournée débuta à Vancouver le 2 décembre 2007. La tournée fait étape notamment à New York, Londres, Pékin, Madrid, Sydney, Le Cap, Las Vegas et Buenos Aires, pour se terminer prématurément le 26 février 2008 à Toronto. Dans la playlist cette tournée, chaque Spice a une chanson en solo dont Geri qui interprète son hit de toujours It's Raining Men.
Geri est aussi dévouée pour des œuvres de charités impliquées dans différentes associations et organismes. Elle est devenue en 1998 porte-parole pour la fondation britannique du cancer du sein. En septembre 2003, elle est nommée ambassadrice pour l'E.D.A. (Eating Disorder Association) qui s'occupe des personnes qui souffrent de problèmes de conduite alimentaire. Par ailleurs, en février 2004, elle participe au forum annuel du Eating Disorders Center's.
Le 12 avril 2008, Geri signe un contrat avec la fondation Macmillan Children pour la publication de six livres de contes pour enfants.
Le livre retrace neuf ans de la vie de son héroïne Ugenia Lavender. Le premier volet de ses aventures fut publié le 2 mai 2008 en Grande-Bretagne. Les titres suivants et les dates de parution sont : Ugenia Lavender and the Terrible Tiger (6 juin 2008), Ugenia Lavender and the Burning Pants (4 juillet 2008), Ugenia Lavender Home Alone (1er août 2008), Ugenia Lavender and the Temple of Gloom (5 septembre 2008) et Ugenia Lavender: The One and Only (3 octobre 2008).
Selon les chiffres officiels, le premier épisode de la saga Ugenia Lavender s’est vendu à plus de 250 000 exemplaires au Royaume-Uni en l’espace de cinq mois, ce qui fait de Geri Halliwell, l’auteur de livres pour enfants ayant vendu le plus de livres dans ce domaine en 2008,,,,.
Fin 2010 début 2011, elle lance sa ligne de maillots de bain, qui obtient un franc succès.
Le 25 octobre 2013, elle revient dans l'industrie musicale après huit ans d'absence, en publiant le single Half Of Me. Le titre sortit uniquement en Australie, s'érige à la 281e meilleure vente de singles.

### 2016–présent: Spice Girls GEM,4ealbumsolo et sérieRainbow Woman
En 2015, Geri Halliwell a révélé qu’elle était de retour en studio afin d’enregistrer de nouvelles chansons, accompagnée de Amy Wadge (qui à co-écrit le single à succès Thinking Out Loud avec Ed Sheeran) et Elliott Kennedy.
En 2016, sa première maison de disque EMI publie un best-of Geri Halliwell - Playlist (2016).
En 2016, pour célébrer leur 20 ans, il est annoncé que le groupe Spice Girls se reforme avec trois membres : Geri Halliwell, Melanie Brown et Emma Bunton sous le nouveau nom de Spice Girls GEM. Victoria Beckham et Melanie C, ne prendront pas part à l’aventure pour se consacrer à leurs propres carrières. Un nouveau single, un nouvel album et une tournée sont en préparation. Cependant, à la suite de la grossesse de Geri Halliwell, les projets de reformation sont annulés.
Le 23 juin 2017, elle publie le single Angels in Chains, en hommage à son ami de toujours George Michael, dont les fonds seront reversés à l'association Childline,.
En 2019, elle devient une des égéries de L'Oréal et défile notamment près de Camila Cabello et Eva Longoria.
Après une tournée triomphale au Royaume-Uni avec les Spice Girls en 2019, elle lance le 8 novembre 2020, une web série intitulée Rainbow Woman, qui révèle l'histoire des femmes fortes durant les siècles précédents. Son interprétation stupéfiante en reine Elizabeth I est alors acclamée par la critique mondiale,,.
Le 13 août 2021, elle prête sa voix à l'un des personnages du court-métrage d'animation The Crown with a Shadow.
En 2023, on la retrouve sur grand écran dans Gran Turismo de Neill Blomkamp, aux côtés de David Harbour, Orlando Bloom, et Archie Madekwe. Le film reçoit des critiques positives et remporte un joli succès au box-office.
En octobre 2023, elle publie le roman fantastique Rosie and The Falcon Queen, premier tome d'une trilogie à venir.

## Vie privée

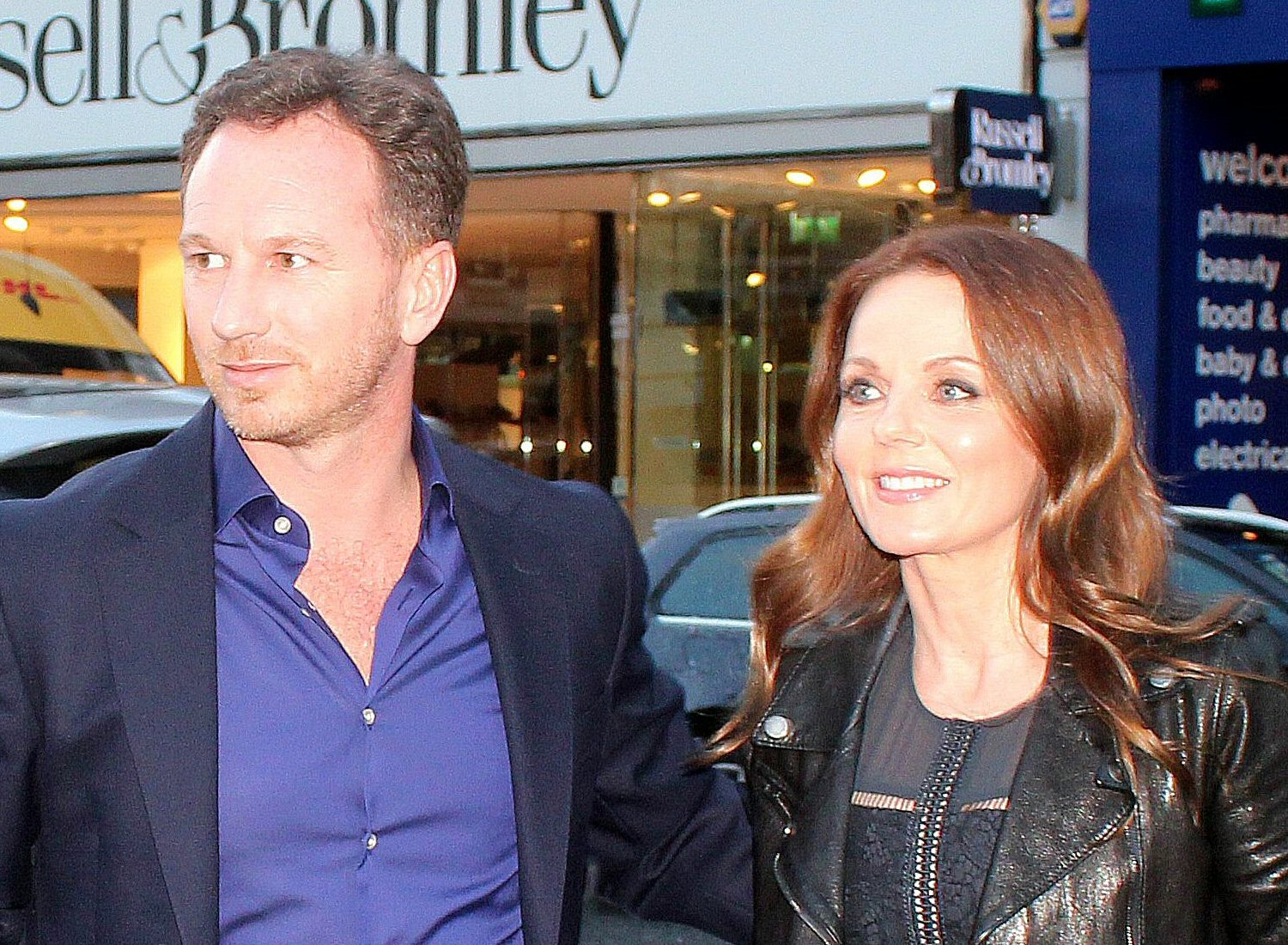
Geri Halliwell et Christian Horner en 2016 à Londres.

En 2000, Geri Halliwell fréquente le chanteur Robbie Williams. Cette relation amènera Robbie à composer le titre Eternity dédié à Halliwell.
Geri Halliwell est la mère d'une fille prénommée Bluebell Madonna, née le 14 mai 2006 à Londres en Angleterre, qu'elle a eue avec le scénariste Sacha Gervasi. En mars 2009, elle est en couple avec Henry Beckwith, le cousin de la socialite Tamara Beckwith (en). Elle annonce son retour parmi les Spice Girls le 28 juin 2007. Après la tournée, elle désire s'occuper pleinement de sa fille. Après deux ans de relation avec Henry Beckwith, elle redevient célibataire. Elle s'est ensuite mise en couple avec Christian Horner, alors directeur de l'équipe de Formule 1 Red Bull Racing.
Geri Halliwell et Christian Horner se marient à Londres le 15 mai 2015. La presse britannique rapporte qu’Horner a offert un cadeau de mariage valant près d’un demi-million d’euros à sa nouvelle épouse : la voiture de ses rêves, une Aston Martin DB5. Par la suite, elle change son nom en Geri « Horner » sur ses pages Instagram et Twitter.
Le 10 octobre 2016, elle annonce sur Twitter être enceinte de son deuxième enfant. Elle accouche le 21 janvier 2017 d'un garçon prénommé Montague George Hector.

## Discographie
- Schizophonic (1999)
- Scream If You Wanna Go Faster (2001)
- Passion (2005)
- Man of The Mountain (2016)

### Compilations
- Geri Halliwell - Playlist (2016)

## Filmographie
Sauf indication contraire, les informations mentionnées dans cette section peuvent être confirmées par la base de données cinématographiques IMDb,  présente dans la section « Liens externes ».

### Cinéma

#### Longs métrages
- 1997 : Spice World, le film (Spice World: The Movie) de Bob Spiers : elle-même
- 2004 : Fat Slags d'Ed Bye : Paige
- 2009 : Hyper Tension 2 (Crank: High voltage) de Mark Neveldine et Brian Taylor : Karen Chelios
- 2023 : Gran Turismo de Neill Blomkamp : Lesley Mardenborough

#### Courts métrages
- 1995 : Foggy Notion de Philip Martin : Sami
- 2021 : The Crown with a Shadowde J.B. Ghuman Jr. :  La Reine (voix)

### Télévision

#### Séries télévisées
- 2003 : Sex and the City : Phoebe
- 2003 : Absolutely Fabulous : elle-même
- 2010 : Come Fly with Me : elle-même
- 2013 : Henry Câlimonstre (Henry Hugglemonster) : Isabella Roarson (voix)

## DVD de fitness
| Année | Nom                       |
| ----- | ------------------------- |
| 2001  | Geri Yoga - DVD Yoga      |
| 2002  | Geri Body Yoga - DVD Yoga |

## Distinctions
| Année | Prix                             | Catégorie                                | Pour             | Résultat   | Notes                        |
| ----- | -------------------------------- | ---------------------------------------- | ---------------- | ---------- | ---------------------------- |
| 1999  | Blockbuster Entertainment Awards | Actrice favorite- Comédie                | Spiceworld       | Nomination | Partagé avec les Spice Girls |
| 1999  | Kids' Choice Awards              | Actrice de film favorite                 | Spiceworld       | Nomination | Partagé avec les Spice Girls |
| 1999  | Golden Raspberry Awards          | Pire Actrice                             | Spiceworld       | Lauréat    | Partagé avec les Spice Girls |
| 1999  | Golden Raspberry Awards          | Pire Nouvelle Star                       | Spiceworld       | Nomination | Partagé avec les Spice Girls |
| 1999  | Golden Raspberry Awards          | Pire Chanson originale                   | Spiceworld       | Nomination | Partagé avec les Spice Girls |
| 2000  | Brit Awards                      | Meilleure Artiste féminine anglaise      |                  | Nomination |                              |
| 2000  | Brit Awards                      | Meilleur Jeu pop                         |                  | Nomination |                              |
| 2000  | Capital FM Awards                | Meilleure Chanteuse anglaise             |                  | Lauréat    |                              |
| 2001  | Comet Awards                     | Meilleure Artiste Internationale         |                  | Lauréat    |                              |
| 2002  | Brit Awards                      | Meilleure Artiste féminine anglaise solo |                  | Nomination |                              |
| 2002  | Brit Awards                      | Meilleure Single anglais                 | It's Raining Men | Nomination |                              |
| 2002  | NRJ Music Awards                 | Chanson internationale de l'année        | It's Raining Men | Lauréat    |                              |
| 2002  | NRJ Music Awards                 | Artiste internationale de l'année        |                  | Nomination |                              |